# Bairro da Matriz

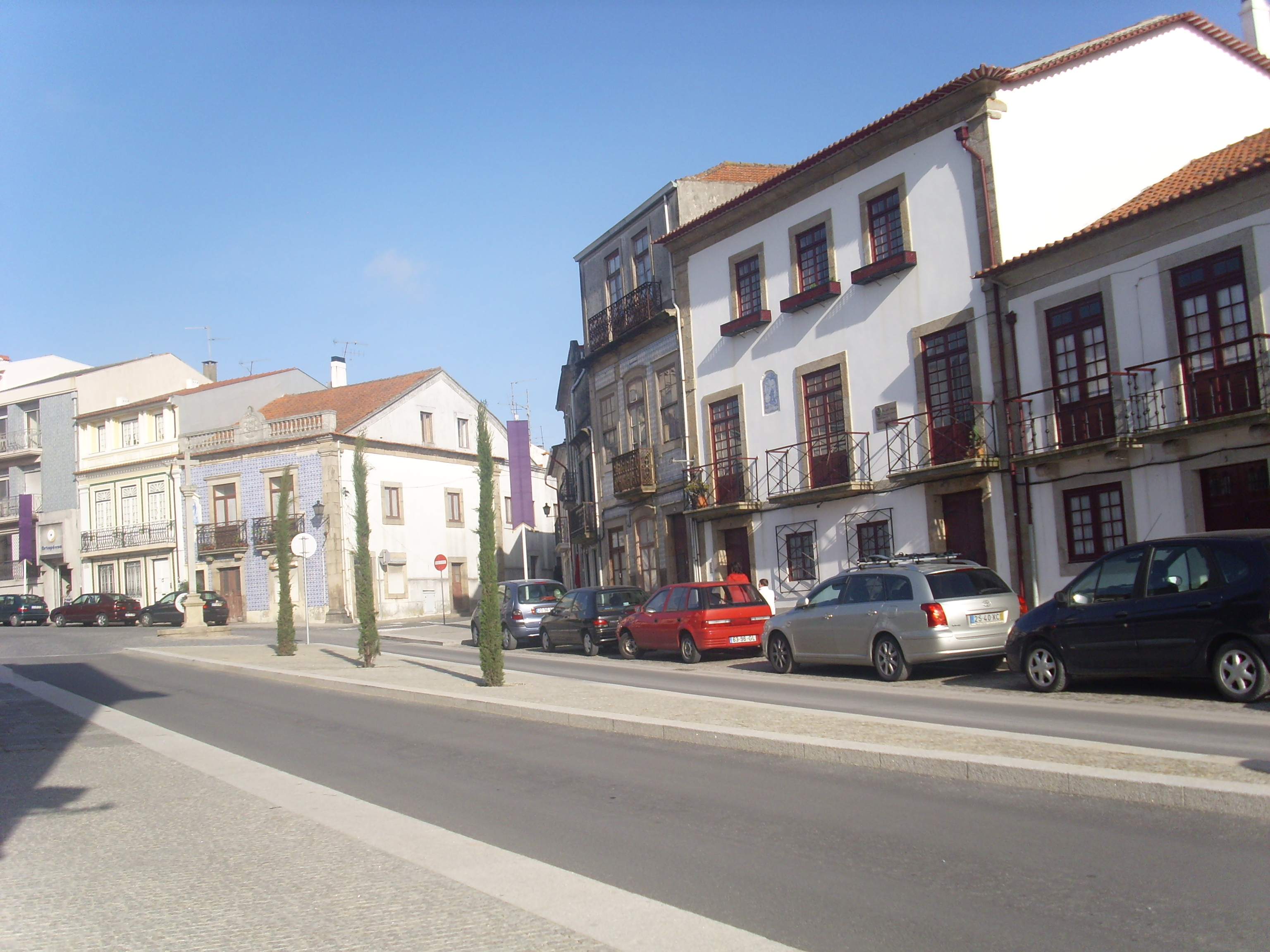
Largo Eça de Queiroz, onde nasceu o escritor

O Bairro da Matriz é o bairro histórico da cidade da Póvoa de Varzim em Portugal. É um dos seis bairros tradicionais da Póvoa de Varzim e, em conjunto com a Mariadeira, uma das onze partes em que se subdivide a cidade. O bairo localiza-se a nascente do Centro da cidade. Tem por cores o vermelho e branco e a lira como símbolo.

## Geografia

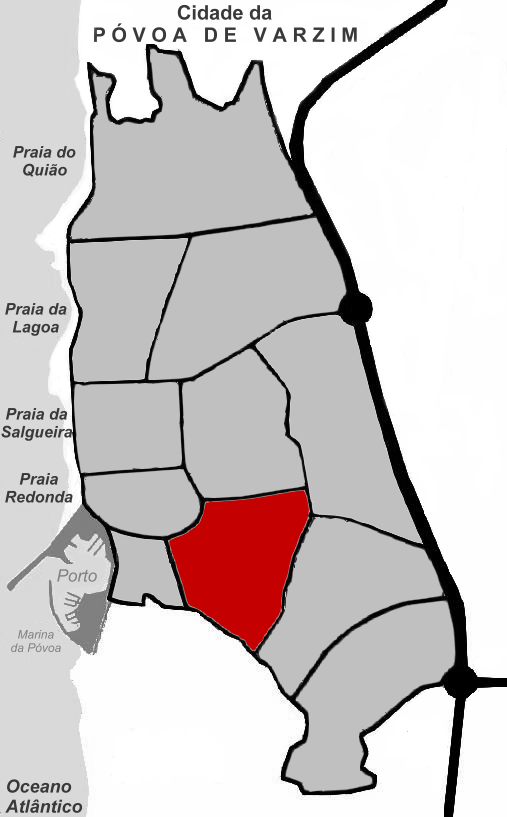
Parte da cidade conhecida como Matriz/Mariadeira

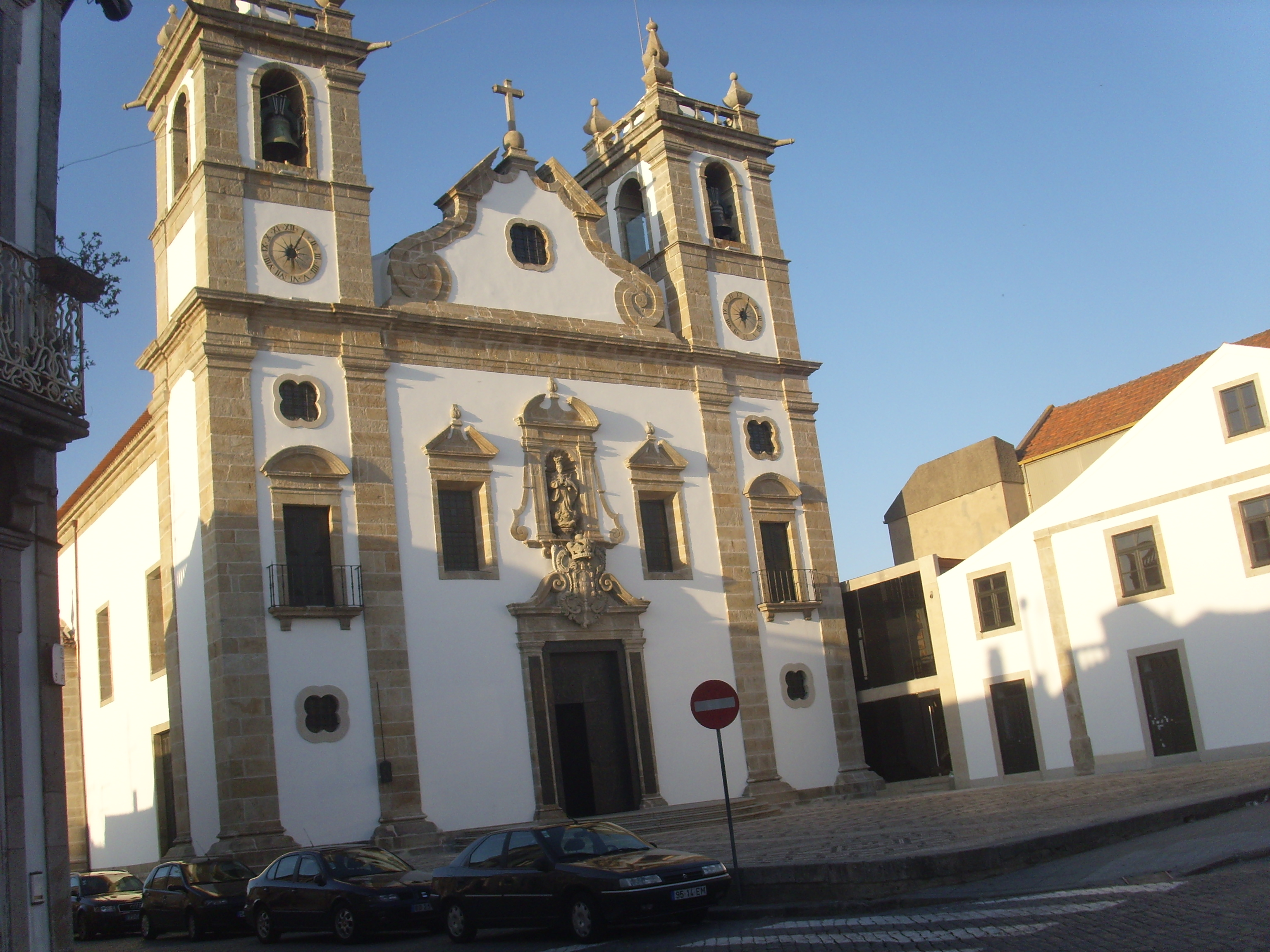
A Matriz é uma igreja em estilo barroco

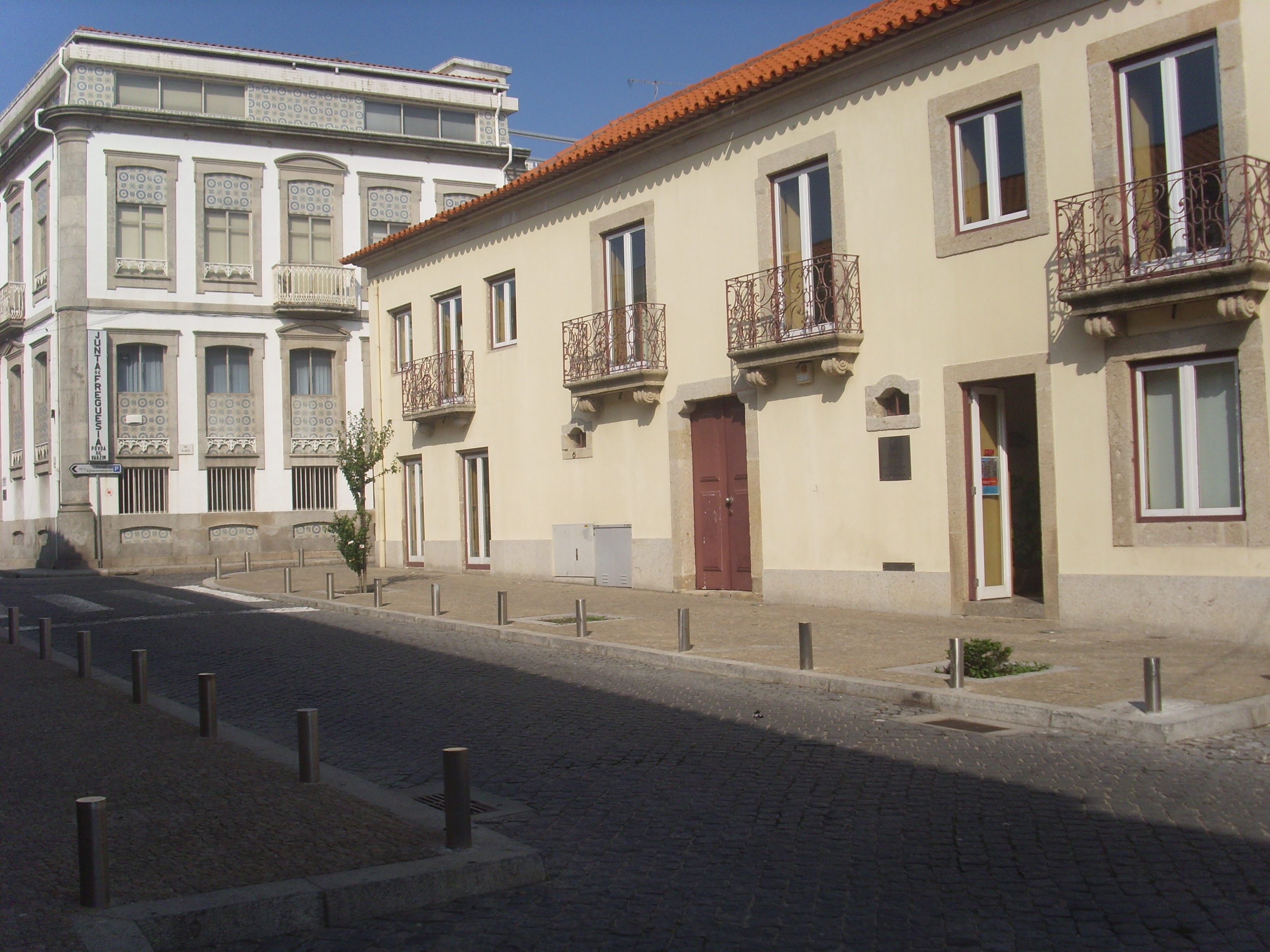
Casa dos Limas (Arquivo Municipal) e Junta de Freguesia na rua Visconde de Azevedo

O bairro localiza-se na parte ocidental da parte Matriz/Mariadeira. Esta parte confina a norte com Barreiros/Moninhas, a Este com Giesteira e Gândara, a Oeste com o Centro da cidade e Bairro Sul e a Sul têm fronteira com a cidade de Vila do Conde.
Os antigos paços (restaurado em 1713) é, provavelmente, um edifício quatrocentista que primitivamente assentava sobre uma estrutura de arcadas. A antiga casa da câmara estava localizada na Praça Velha, que foi o centro da Póvoa de Varzim até ao reinado de D. Maria I. A antiga Rua da Praça (uma parte da Rua da Igreja de hoje, que no cruzamento com a rua da Consolação (hoje rua da Conceição) encontra-se casa da câmara, a actual Igreja Matriz (1757) e uma casa seiscentista. No final da rua encontrasse a Casa do Capitão Leite Ferreira, um edifício do século XVII com capela dedicada a São Sebastião, que substitui uma outra na rua de São Sebastião (Rua Primeiro de Maio).
No final da rua da Conceição, que parte da Casa da Câmara termina na Casa Coentrão (século XVIII), com uma "alminha" embutida. A rua do Cidral, liga a Rua de São Sebastião à Câmara, e era a principal artéria do antigo núcleo urbano. A rua da Quingosta, que liga a rua Nova (a do Visconde) à rua da Consolação, é a rua mais estreita da Póvoa de Varzim.

## História
O bairro da Matriz é a "Póvoa" original mandada erigir por D.Dinis em 1308, concentrou-se ali a população algo dispersa de Varzim, pertencente à paróquia de Argivai, constituía um povoado significativo já no século XIV. Situado na alta da cidade, numa pequena colina, o bairro é composto por casario antigo e de carácter unifamiliar. A concentração de população na colina é o gérmen da actual cidade, que cresceu a partir do núcleo do Bairro da Matriz, onde ainda restam as ruelas estreitas e tortuosas da Póvoa primitiva.
Em 1514, no quadro da reforma dos forais, o rei D. Manuel I concedeu um novo foral à Villa da Povoa de Varzim. A vila ganhou uma casa do concelho, praça pública (denominada Praça Velha) e pelourinho, e envolveu-se nos descobrimentos portugueses. O edifício com funções religiosas neste núcleo urbano era a Capela da Madre de Deus, anterior a 1521.
Na época de Quinhentos dominavam as casas térreas, mas há indicações da existência de habitações sobradadas, com vergas de linhas curvas e entalhadas na face exterior. A essa arquitectura mais rica associa-se a classe dos mareantes, senhores ricos. Esta burguesia era a grande detentora do património imobiliário, em volta da Praça, que a população via como o aglomerado urbano.
A área entre a Capela Madre e a Casa do Concelho, designada em 1596 como "praça desta villa", constituía um verdadeiro centro cívico, aproximando-se do papel que uma praça desempenhava numa cidade medieval, onde se implantava a catedral ou a igreja, se fazia o mercado e se construíam os edifícios mais importantes da cidade. A partir de 1595, as arcadas da Câmara são o sítio para se tratar dos assuntos mais importantes da comunidade. Esta praça tinha forma irregular, um sítio aberto e amplo, onde convergiam as principais estradas que ligavam a Póvoa às povoações vizinhas.

## Festas e romarias
As cores do bairro são o vermelho e branco e o seu símbolo é a lira com a Associação Cultural e Recreativa da Matriz constituída em 1985. O Coração também é, por vezes, usado como símbolo do bairro, significando o coração da cidade, de onde esta emanou.
A Paróquia da Matriz foi dividida da parte litoral da cidade em 1935 que constituíram paróquias próprias; o seu orago é Nossa Senhora da Conceição, padroeira de Portugal e da Póvoa de Varzim.
Muitas festas da Póvoa de Varzim são festejadas na Matriz, e quase nenhuma é apenas festejada pela população do bairro, dado que são antes de mais festas da cidade. Destacam-se como festas de Bairro as Festas de Santo António a 13 de Junho no Cidral (centro do bairro), Festas de São Pedro do Bairro da Matriz a 29 de Junho, a Procissão do Senhor do Bonfim em Nova Sintra e a Festa da Senhora das Dores, a 15 de Setembro.

## Património
- Aqueduto de Coelheiro
- Igreja Matriz da Póvoa de Varzim
- Igreja da Misericórdia da Póvoa de Varzim
- Capela de Nossa Senhora das Dores da Póvoa de Varzim
- Solar dos Carneiros (museu municipal)
- Arquivo Municipal da Póvoa de Varzim (casa dos limas)
- Antigos Paços do Concelho da Póvoa de Varzim
- Cruzeiro Verde
- Fonte da Bica